# Distretto di Si Songkhram
Il distretto di Si Songkhram (in thailandese: ศรีสงคราม) è un distretto (amphoe) della Thailandia, situato nella provincia di Nakhon Phanom.